# 罗浮镇 (井冈山市)
罗浮镇是中华人民共和国江西省吉安市井冈山市下辖的一个镇。
2020年，经省政府批准，设立井冈山市罗浮镇，将厦坪镇罗浮、石市口2个居委会和丰田村、田头村、文泉村、石门村4个村委会，以及茨坪镇罗浮村、土山村、长古岭村3个村委会划归罗浮镇管辖。罗浮镇人民政府驻罗浮居委会罗浮街东路128号。

## 行政区划
罗浮镇下辖以下村级行政区划单位：
罗浮社区、石市口社区、丰田村、田头村、文泉村、石门村、罗浮村、土山村、长古岭村。